# Westlake (Louisiana)
Westlake és una ciutat de la Parròquia de Calcasieu a l'estat de Louisiana dels Estats Units d'Amèrica.

## Demografia
Segons el cens del 2000 Westlake tenia 4.668 habitants, 1.805 habitatges, i 1.326 famílies. La densitat de població era de 766,9 habitants/km².
Dels 1.805 habitatges en un 34,5% hi vivien nens de menys de 18 anys, en un 53,4% hi vivien parelles casades, en un 16% dones solteres, i en un 26,5% no eren unitats familiars. En el 23,9% dels habitatges hi vivien persones soles l'11,4% de les quals corresponia a persones de 65 anys o més que vivien soles. El nombre mitjà de persones vivint en cada habitatge era de 2,59 i el nombre mitjà de persones que vivien en cada família era de 3,05.
Per edats la població es repartia de la següent manera: un 27,8% tenia menys de 18 anys, un 9,1% entre 18 i 24, un 26,3% entre 25 i 44, un 22,8% de 45 a 60 i un 13,9% 65 anys o més.
L'edat mediana era de 36 anys. Per cada 100 dones de 18 o més anys hi havia 83 homes.
La renda mediana per habitatge era de 34.583 $ i la renda mediana per família de 39.057 $. Els homes tenien una renda mediana de 42.500 $ mentre que les dones 21.060 $. La renda per capita de la població era de 17.569 $. Entorn del 14,9% de les famílies i el 17,4% de la població estaven per davall del llindar de pobresa.

## Poblacions properes
El següent diagrama mostra les poblacions més properes.